# Julia Ris
Julia Ris (* 21. September 1904 in Kingston upon Hull; † 16. Dezember 1991 in Basel) war eine Schweizer Künstlerin und Kunstpädagogin.

## Leben und Werk
Julia Ris entstammte einer künstlerisch vielseitig begabten Familie. Ab 1920 besuchte sie die Kunstgewerbeschule und anschliessend die Akademie der Bildenden Künste Berlin. Dort lernte sie Theo Eble kennen und heiratete ihn 1925. Sie hatten eine gemeinsame Tochter.
In Basel arbeitete Julia Ris als Grafikerin, zeichnete Theaterillustrationen und gesellschaftskritische Karikaturen. Ab 1930 unterrichtete sie an der Kunstgewerbeschule Basel.
Nach der Ehescheidung heiratete Julia Ris Fritz Heid. In den folgenden Jahren setzte sie sich mit den Themen Vietnamkrieg, Konsumgesellschaft und Fremdarbeiterdasein künstlerisch auseinander.